# Монтефельчино
Монтефельчино (італ. Montefelcino) — муніципалітет в Італії, у регіоні Марке,  провінція Пезаро і Урбіно.
Монтефельчино розташоване на відстані близько 210 км на північ від Рима, 60 км на захід від Анкони, 21 км на південь від Пезаро, 17 км на схід від Урбіно.
Населення — 2696 осіб (2014).
Щорічний фестиваль відбувається 24 липня. Покровитель — Sant'Esuperanzio.

## Демографія
Населення за роками:

Станом на 1 січня 2023 року в муніципалітеті офіційно проживало 97 іноземців з 21 країни, серед них 34 громадяни країн Євросоюзу та 5 громадян України.

## Сусідні муніципалітети
- Фоссомброне
- Ізола-дель-П'яно
- Монтечиккардо
- Петріано
- Сант'Іпполіто
- Серрунгарина
- Урбіно